# Tradescantia cirrifera
Tradescantia cirrifera là một loài thực vật có hoa trong họ Commelinaceae. Loài này được Mart. miêu tả khoa học đầu tiên năm 1830.